# Barrage de Rihand
 (janvier 2016).
Si vous disposez d'ouvrages ou d'articles de référence ou si vous connaissez des sites web de qualité traitant du thème abordé ici, merci de compléter l'article en donnant les références utiles à sa vérifiabilité et en les liant à la section « Notes et références ».
Le barrage de Rihand est un barrage poids en béton situé dans l'Uttar Pradesh en Inde, près du bassin houiller de Singrauli.
La création du barrage a entraîné le déplacement de près de 102 000 personnes.